# Dmitrij Goriainow
Dmitrij Wasiljewicz Goriainow (ros. Дмитрий Васильевич Горяинов, ur. 30 czerwca 1914, zm. w 1991) – radziecki lekkoatleta, specjalista pchnięcia kulą, medalista mistrzostw Europy z 1946.
Zdobył srebrny medal w pchnięciu kulą na mistrzostwach Europy w 1946 w Oslo, przegrywając jedynie z reprezentantem Islandii Gunnarem Husebym, a wyprzedzając Yrjö Lehtilę z Finlandii.
Był mistrzem ZSRR w tej konkurencji w 1945, wicemistrzem w latach 1943 i 1946–1949 oraz brązowym medalistą w 1950.
Ustanowił rekord ZSRR wynikiem 15,56 m, uzyskanym 23 maja 1946 w Leningradzie. Jego rekord życiowy wynosił 15,82 m i pochodził z 1952.
W 1950 otrzymał tytuł Zasłużonego Mistrza Sportu ZSRR. Po zakończeniu kariery zawodniczej pracował jako trener.